# Cathartesaura anaerobica
Cathartesaura anaerobica („kondorovitý ještěr“) byl druh sauropodního dinosaura z čeledi Rebbachisauridae, který žil v období rané svrchní křídy (geologický stupeň cenoman, asi před 97 až 94 miliony let) na území dnešní Argentiny (geologické souvrství Huincul, provincie Río Negro).

## Objev
Fosilie tohoto sauropoda byly objeveny v sedimentech souvrství Huincul v lokalitě „La Buitrera“. Rodové jméno bylo odvozeno od rodu novosvětských kondorů (Cathartes), protože v překladu znamená název lokality objevu právě „kondor“. Druhové jméno je pak poctou argentinské společnosti Anaeróbicos, která se podílela na finančním a materiálním zabezpečení vykopávek. Formálně byl tento dinosaurus popsán v roce 2005.
Tento rebbachisaurid mohl být vzdáleně příbuzný například druhu Sidersaura marae, popsanému roku 2024 rovněž ze sedimentů souvrství Huincul.

## Popis
Cathartesaura anaerobica byl menším až středně velkým sauropodem, jehož délku není možné s větší přesností odhadnout. Podle amerického badatele Gregoryho S. Paula dosahoval tento sauropod délky pouze asi 12 metrů a hmotnosti kolem 3 tun. Mohl se tedy stávat například kořistí velkého abelisaurida rodu Skorpiovenator.